# At the Drive-In
Az At the Drive-In amerikai együttes. 1994-ben alakultak meg a texasi El Paso-ban. A post-hardcore, art punk és emo műfajokban játszanak.
Tagjai: Cedric Bixler (ének, ütős hangszerek), Omar Rodriguez (basszusgitár, gitár, vokál), Paul Hinojos (basszusgitár), Tony Hajjar (dobok) és Keeley Davis (gitár, vokál).
A mai napig négy nagylemezt dobtak piacra. 2001-ben feloszlottak, a tagok pedig új együtteseket alapítottak (például a népszerű The Mars Volta zenekart, illetve számtalan, Omar Rodriguez nevével fémjelzett együttest). 2011-től 2012-ig megint "pályán voltak",  2015 óta pedig véglegesen újra alakultak.
Zenei hatásukként főleg a Bad Brains-t és a Fugazi-t jelölték meg.

## Diszkográfia
- Acrobatic Tenement (1996)
- In/Casino/Out (1998)
- Relationship of Command (2000)
- in.ter a.li.a (2017)